# いろは丸展示館
いろは丸展示館（いろはまるてんじかん）は、広島県福山市鞆町にある、備後灘で1867年5月26日に起こったいろは丸と明光丸の衝突事件の概要を展示する博物館である。1989年（平成元年）7月に開設された。

## 概要
- 展示館は鞆の浦のシンボル「とうろどう」（常夜灯）のすぐ手前に位置する、「大蔵」と呼ばれる江戸時代築の土蔵（国の登録有形文化財）を利用している。
- 同館では、慶応3年（1867年）に備後灘で沈んだ「いろは丸」の引き揚げ物などの関連資料を、沈没状況のジオラマとともに展示、紹介している。
- 2階には坂本龍馬の隠れ部屋が再現されていて、高知県の造形作家・岡本驍（たけし）の作による等身大の龍馬の蝋人形が置かれている。
- 地元の鞆酒造株式会社が運営している。

## 展示内容
- 沈没状況のジオラマ  - 海底20mに眠るいろは丸の一部を原寸の70%で再現 壁面のイラスト、ジオラマの造形は高知県の造形作家・岡本驍（たけし）の作。
- いろは丸より引き揚げられた陶器や部品
- 坂本龍馬の隠れ部屋ジオラマ （現実に滞在した邸宅の桝屋清右衛門宅も福山市鞆支所隣に現存し、公開されている。）手に万国航法を持ち鎮座するは、高知県の造形作家・岡本驍（たけし）の作による等身大の龍馬の蝋人形

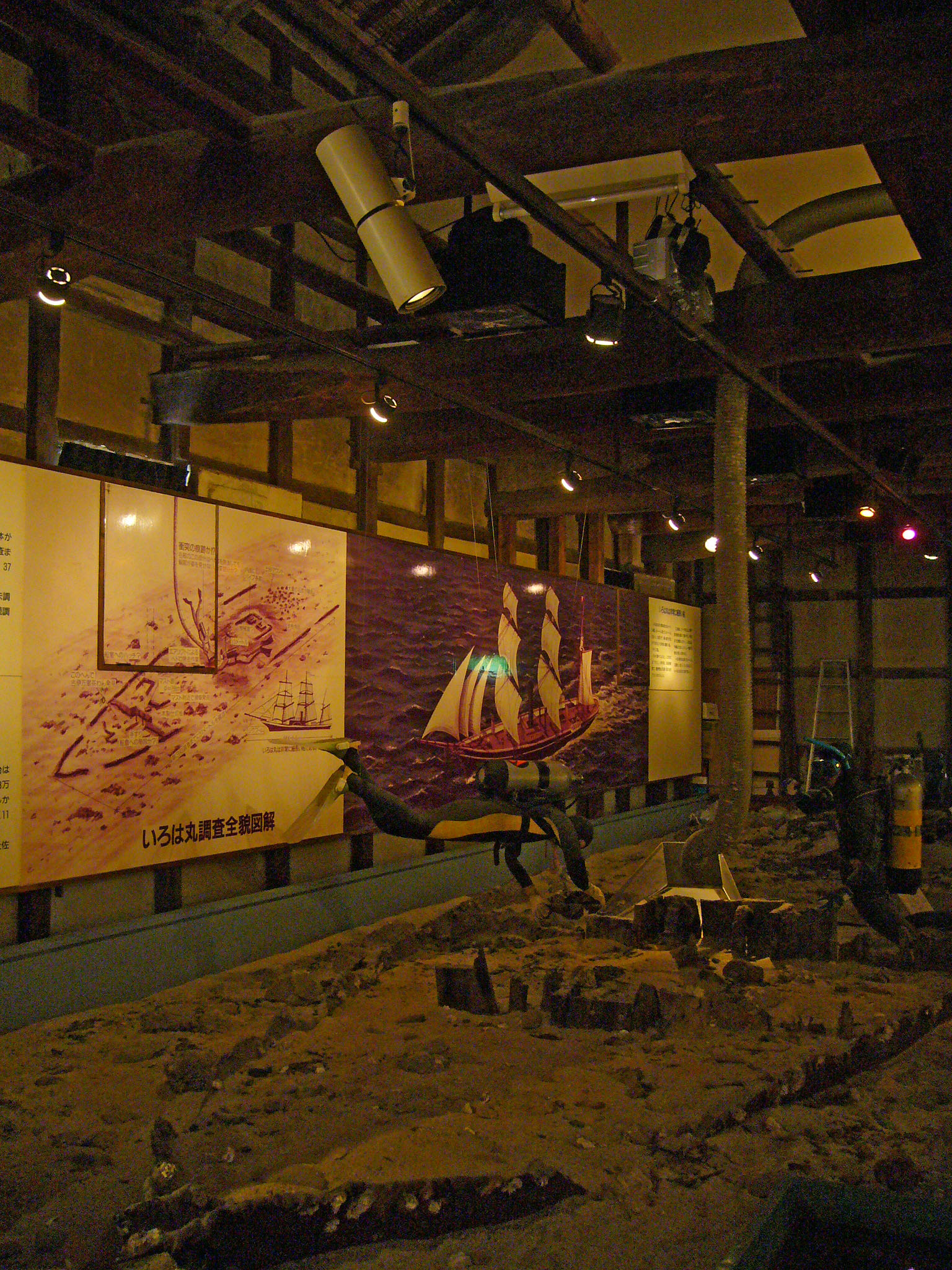
いろは丸沈没状況のジオラマ
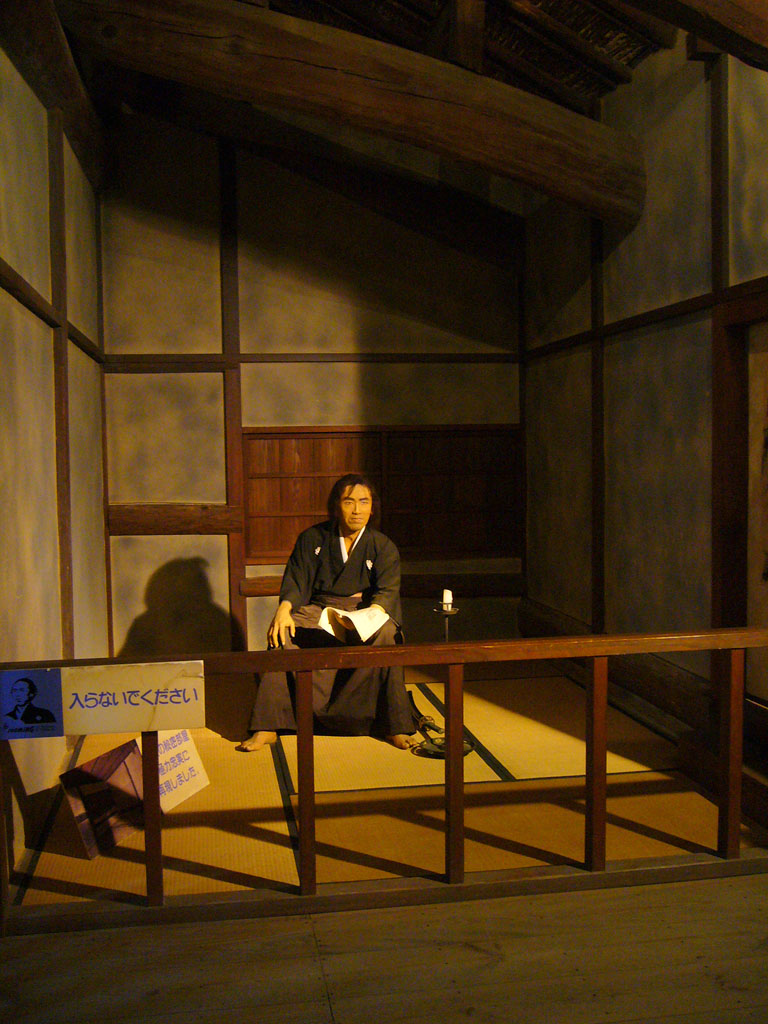
坂本龍馬の隠れ部屋
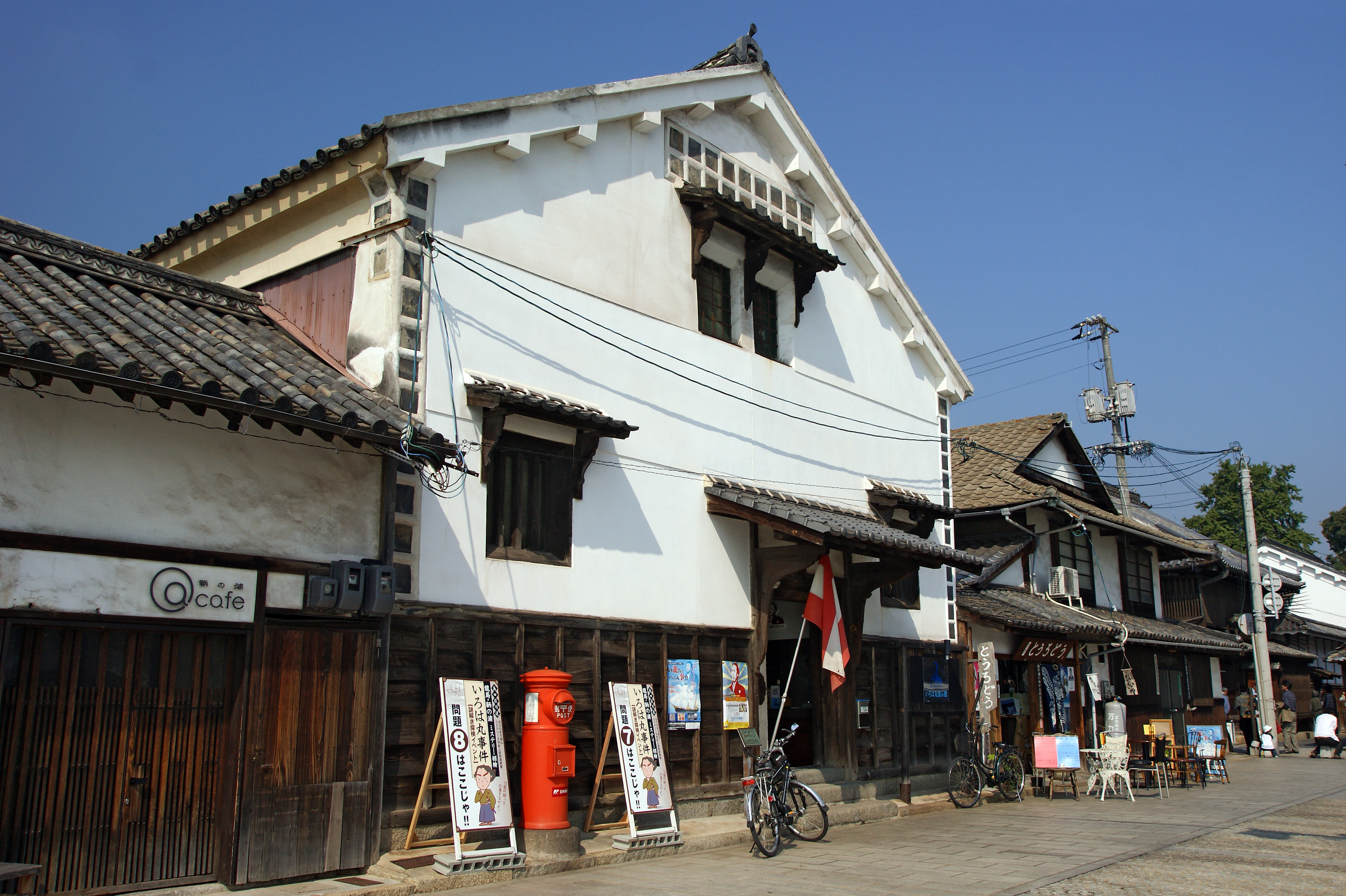
外観（港方向から）

## 交通アクセス
- JR山陽本線および山陽新幹線 福山駅から鞆鉄バスにて約30分、「鞆の浦」バスターミナル下車 徒歩5分。尚、専用駐車場はない。近隣の鞆城址などに観光客用の市営駐車場があるが、数は少ない。

## 周辺情報
- 鞆の浦
  - 太田家住宅・鞆七卿落遺跡
  - 安国寺
  - 円福寺
  - 福禅寺
  - 沼名前神社
  - 鞆の浦歴史民俗資料館
  - 法宣寺
- 磐台寺観音堂（阿伏兎観音）